# Hastigerella bodini
Hastigerella bodini är en kräftdjursart. Hastigerella bodini ingår i släktet Hastigerella och familjen Ectinosomatidae. Inga underarter finns listade i Catalogue of Life.